# Custode (liturgie)
Pour les articles homonymes, voir Custode.

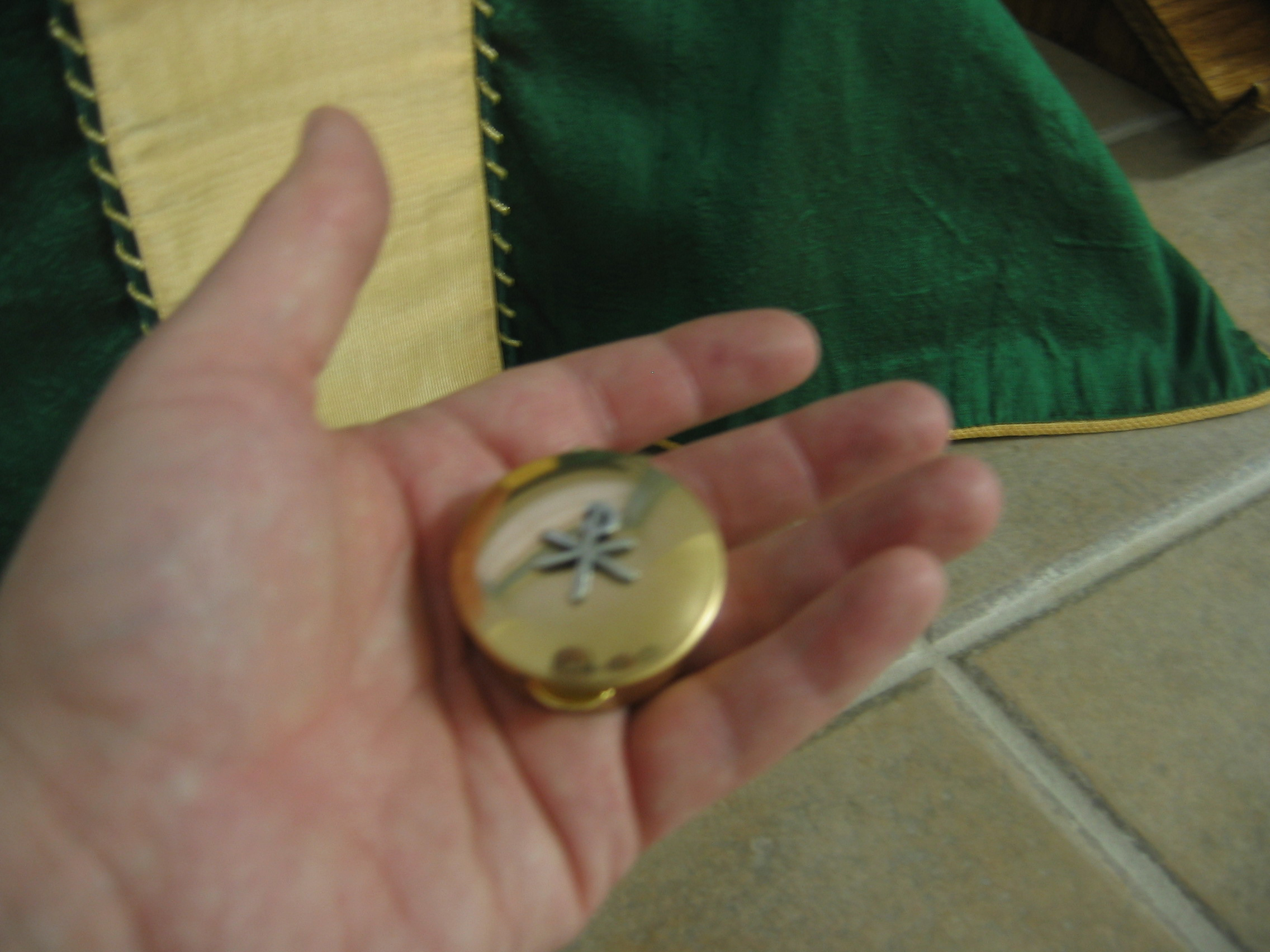
Custode.

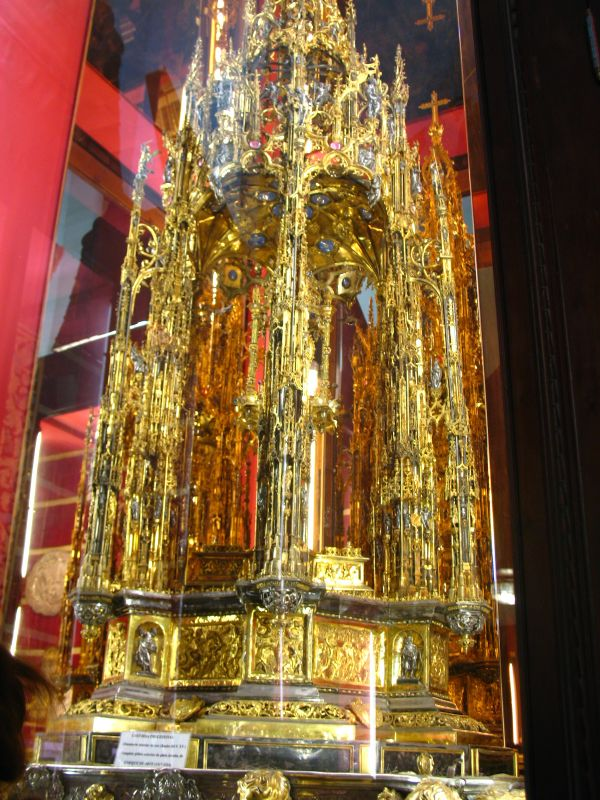
Custode de la cathédrale de Tolède réalisée par Enrique de Arfe.

La custode (du latin « custodire » : garder, conserver), est, dans la liturgie catholique, un vase ayant la forme d'une petite boîte ronde en métal précieux ou doré ou émaillé, utilisé par les ministres de la communion (prêtres, diacres ou laïcs) députés à cet effet, pour transporter un petit nombre d'hosties consacrées, en vue de distribuer la communion en dehors de l'église (viatique, communion aux malades).
Si la custode a la forme d'un ciboire avec pied, il s'agit alors d'un ostensoir de verre entouré de rayons qui lui donnent l'apparence du soleil, d'où son nom de « pied de soleil ».

## Historique
Jusqu'à l'époque moderne, l'appellation des différentes manières de conserver l'Eucharistie dans l'Église d'occident, reste variable : repositoire, conditoire, custode, ciboire. La distinction précise se fera à partir des XVIIIe et XIXe siècles. La pratique de l'élévation d'hostie consacrée au-dessus de l'autel pour la vénération des fidèles, la suspense, favorise l'emploi de ces boites, qui ne sont pas destinées à être déplacées, contrairement au ciboire.

## Utilisation
Par sa forme et sa contenance, elle se distingue de la lunule aussi bien que de la pyxide (appelée aussi porte-Dieu) dont la contenance est plus grande. Quand la lunule contient l’hostie consacrée, elle est déposée au « pied de l'ostensoir » pendant la cérémonie, et au tabernacle dans la custode ou la pyxide après la cérémonie.
La custode est déposée sur la crédence avant la messe. Après la fraction du pain (lors de la prière Agneau de Dieu), le prêtre dépose des hosties consacrées à l'intérieur. Les custodes ne sont reprises qu'après la messe, pour aller porter la communion. Le fidèle peut également emporter sa custode avec lui lors de la communion et la présenter au célébrant pour qu'il y dépose l'hostie.